# MAX-Phasen
Die MAX-Phasen bilden eine Gruppe ternärer Schichtstrukturverbindungen, die keinen Sauerstoff enthalten, sondern auf Kohlenstoff, Stickstoff oder sogar beidem basieren. Das X steht für den Kohlenstoff, Stickstoff. Bei A handelt es sich um ein Hauptgruppenelement der Gruppe 13, 14 und 15 oder gegebenenfalls auch ein Übergangsmetall. In den 1960er Jahren waren etwa 70 MAX-Phasen bekannt. Im Dezember 2023 waren es mehr als 300 MAX-Phasen, darunter auch feste Lösungen und geordnete quaternäre Varianten.
Die MAX-Phasen vom Typ M2AX kristallisieren in der hexagonalen Raumgruppe P63/mmc und bilden Schichten aus kantenverknüpften M6X-Oktaedern. Diese wechselns ich mit A-Elementen ab. MAX-Phasen verknüpfen Eigenschaften von Metallen und Keramiken, indem sie eine gute elektrische und thermische Leitfähigkeit haben, wie Metalle, aber temperaturbeständig sind wie Keramiken.